# 文湖線

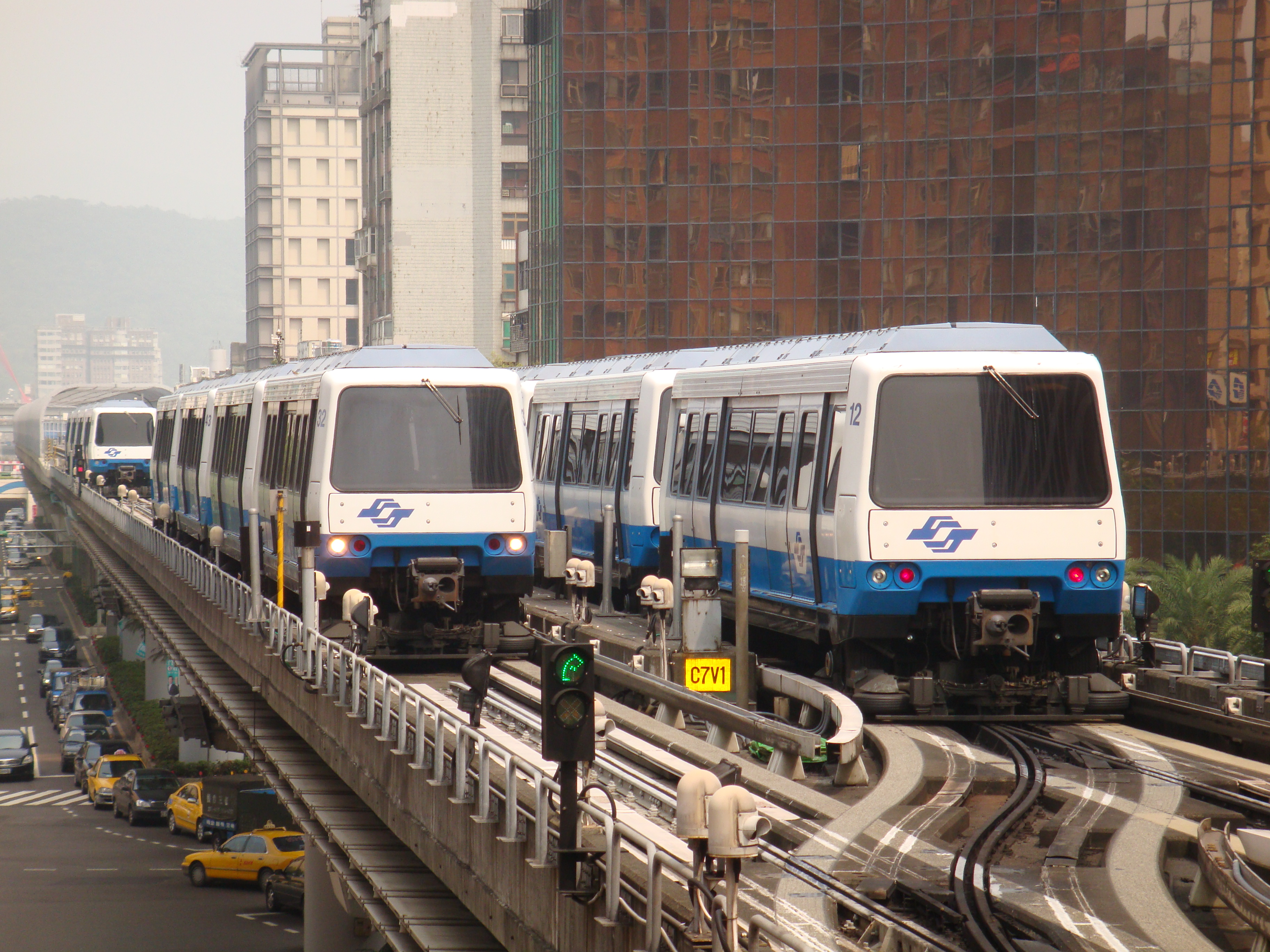
VAL256型位於當時的中山國中站軌道末端調度，現在已經通往松山機場與內湖方向。

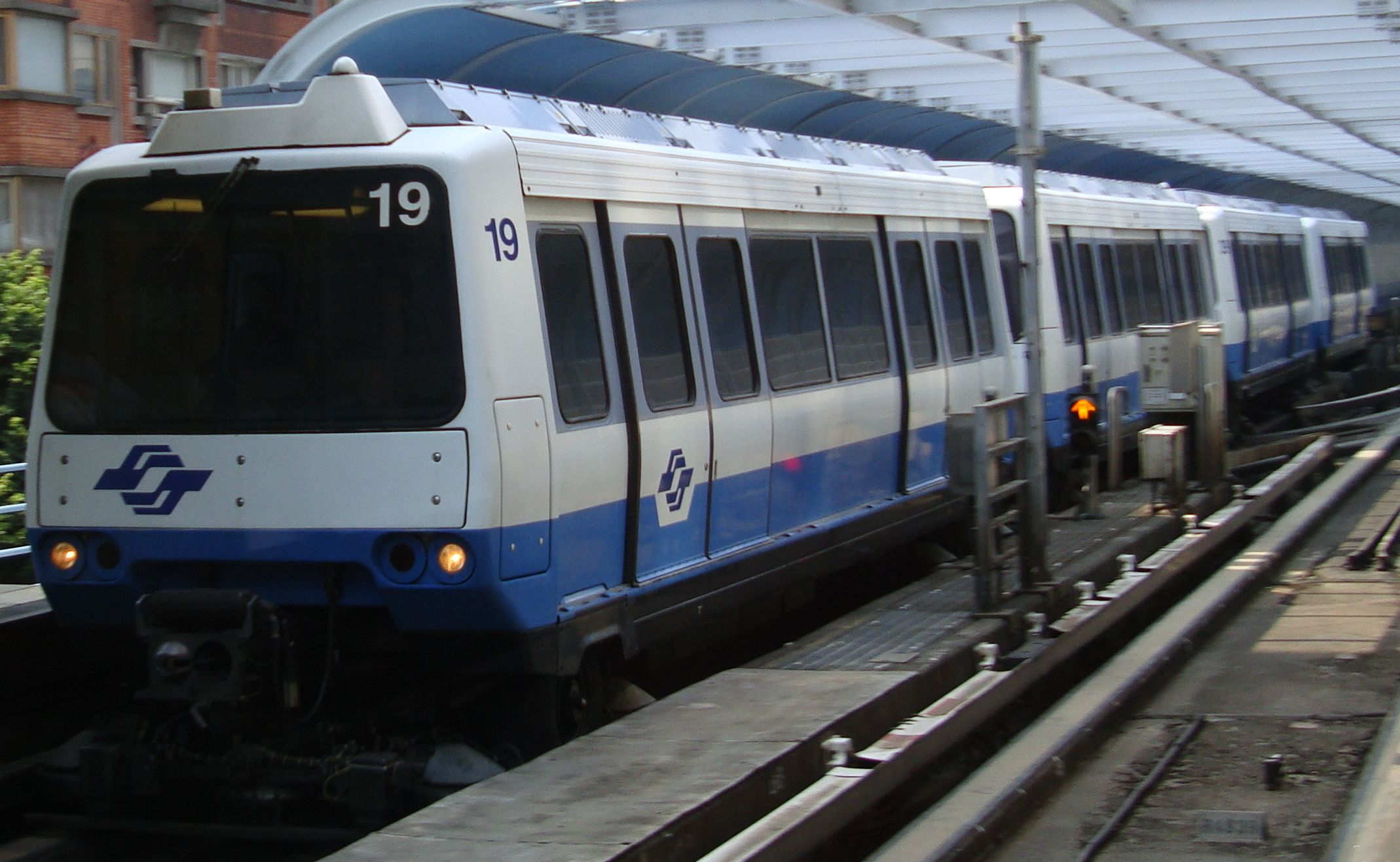
路線通車初期就已經導入的VAL256型電聯車。

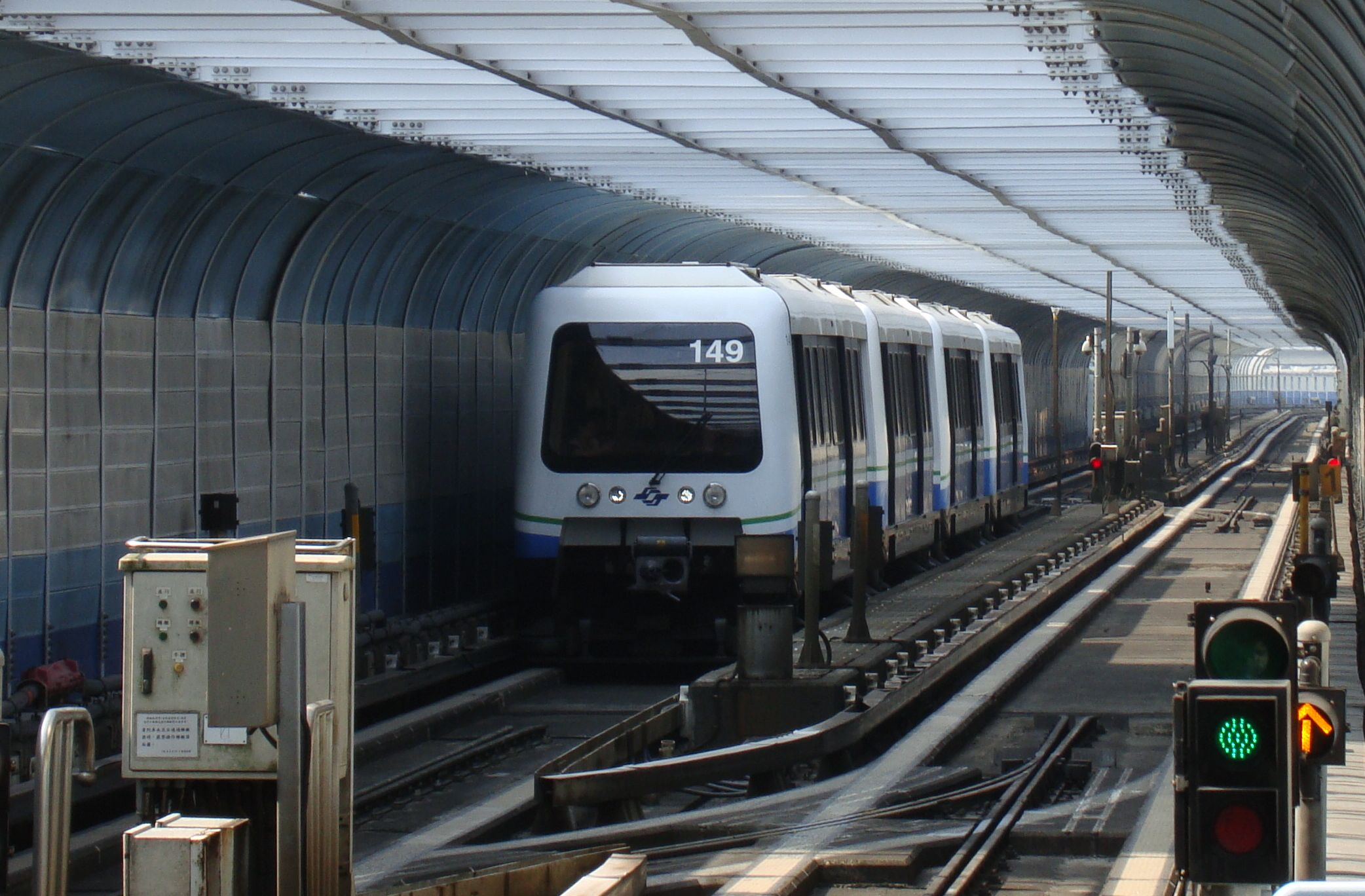
配合內湖線的直通而導入的INNOVIA APM 256型電聯車。

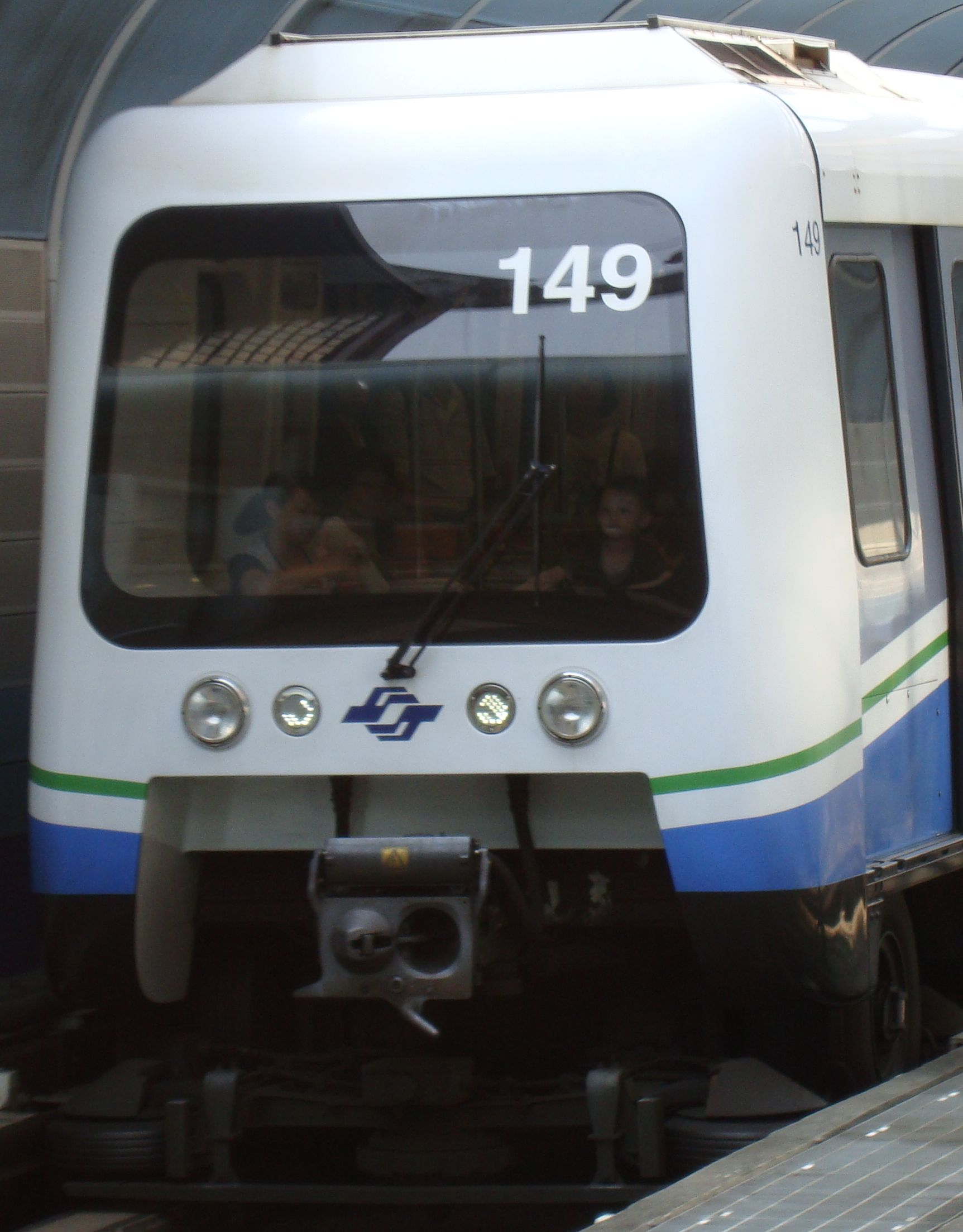
INNOVIA APM 256電聯車頭端特寫

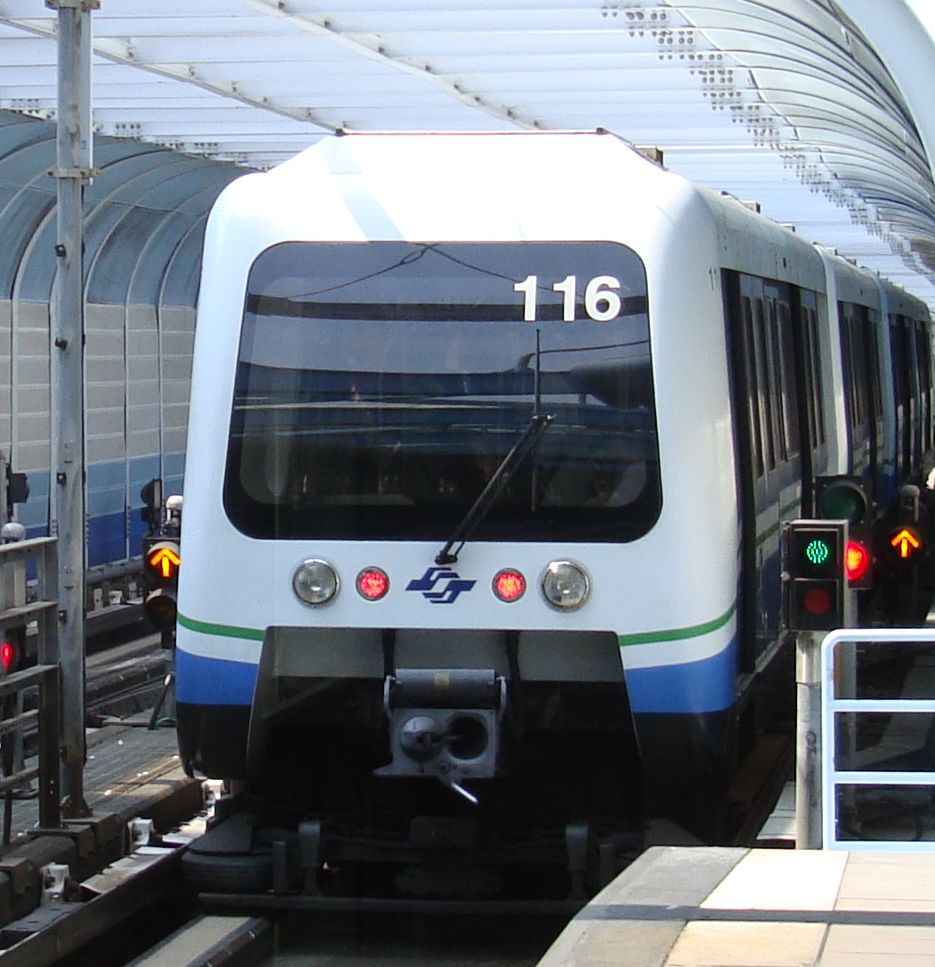
INNOVIA APM 256電聯車尾端特寫

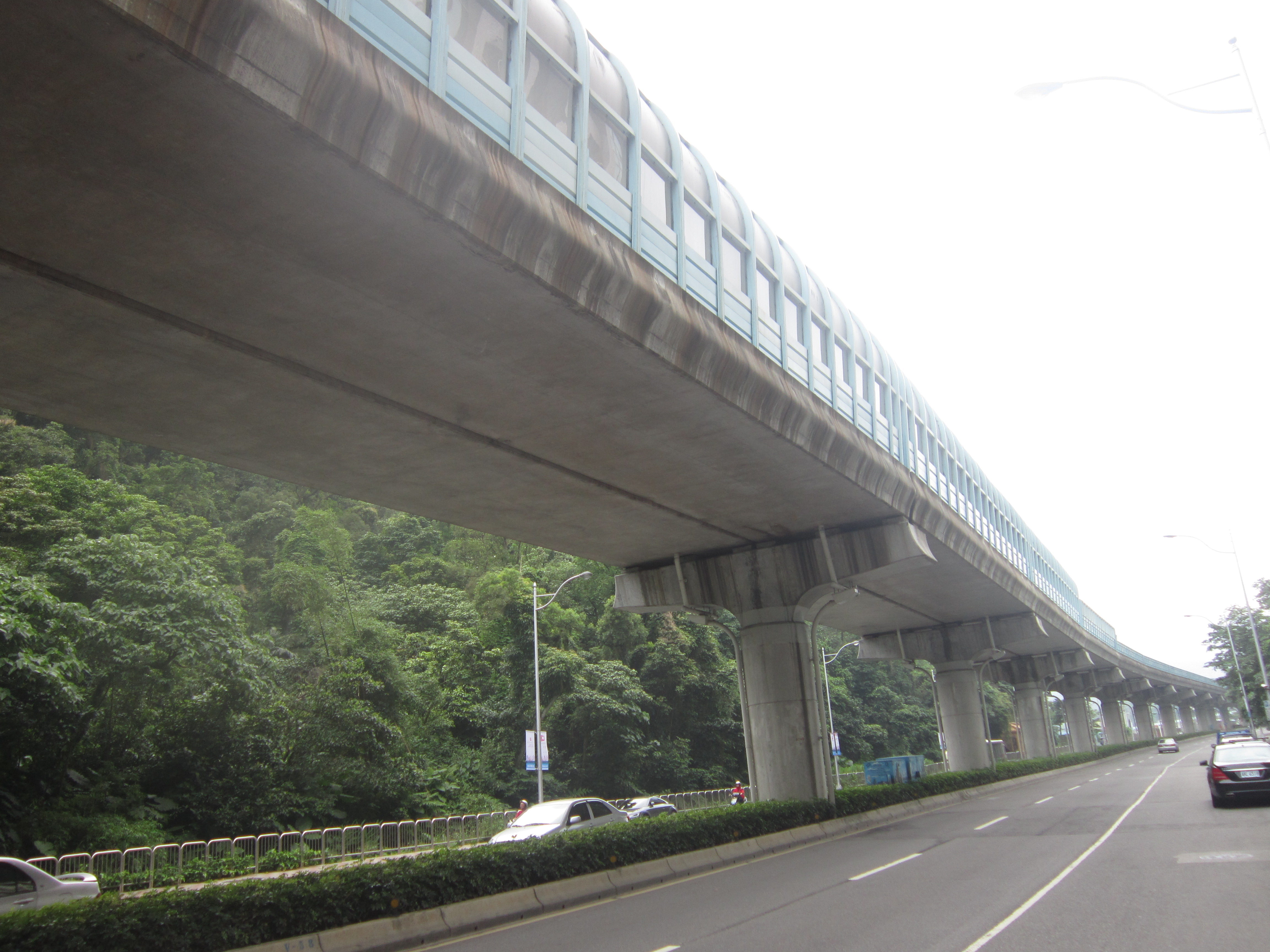
架設在內湖成功路分隔島上方的文湖線軌道

文湖線（別稱：棕線）是臺北捷運營運中的一條路線，也是臺灣最早開始營運的捷運路線，啟用於1996年3月28日。依興建期間與階段營運所使用的路線名稱，文湖線又以中山國中站為界，細分為南段的木柵線（通稱文山線）與北段的內湖線。是全線皆位於臺北市境內的捷運路線，路線長25.7公里，全線總計24站。

## 概要
木柵線自動物園站經新光路、萬芳路、興隆路、辛亥路，穿越福州山隧道北側接和平東路轉復興南、北路，至民權東路口的中山國中站是台灣第一條捷運線，屬中運量捷運系統，全長約10.9公里，設12座車站，設有1座機廠。
2009年線路延伸，為臺北捷運第一條全線通車的路線，內湖線為了銜接木柵線，自中山國中站尾軌，沿復興北路以高架型式至民族東路口轉進松山機場內佈設出土段駛入地下，至台北國際航空站大廈前平面停車場下方設松山機場站，後續往北穿越松山機場、基隆河，經北安路458巷41弄於大直自強隧道南端圓環旁之北安路東側出土，以高架路線往東沿北安路、內湖路、文德路、成功路、康寧路，進入南港經貿園區，全長約14.8公里，設12座車站及1座機廠。
木柵線於1996年3月28日通車營運，內湖線於2009年7月4日通車營運。木柵線串聯內湖線營運，全線合稱文山內湖線，可與松山新店線、板南線及淡水信義線轉乘，但未與中和新蘆線交會，因此往返兩線必須轉乘兩次。配合路線編號系統，本路線編號名稱為「BR 文湖線」。
文湖線屬於中運量系統，本線除松山機場站和大直站為地下車站外，均為高架車站。路線東起南港經貿園區的南港展覽館站，穿過中山高速公路的汐止五股高架橋進入內湖後沿康寧路、成功路、文德路、內湖路、北安路至大直，往南穿越基隆河及臺北松山機場後，沿民族東路北側、復興北路、復興南路、和平東路、福州山隧道、辛亥路、興隆路、萬芳路，接著穿越景美溪，沿新光路至終點動物園站，全線總長25.7公里。其中南港展覽館站至忠孝復興站為一環狀路線。
文湖線列車營運模式為「動物園－南港展覽館」，亦曾計畫增加「麟光－劍南路」的區間車服務。
文湖線由行車控制中心統一控制無人駕駛的四節車廂編組電聯車運行。原先採用馬特拉公司（木柵線電聯車與機電系統的法國製造商，現在已經被德國西門子公司併購）VAL256系統，在內湖線興建時，以加拿大龐巴迪（在2020年被法國阿爾斯通集團併購）CITYFLO650控制系統進行全線更新，並採購該公司的INNOVIA APM 256型電聯車，擴充該線上的列車組數量以因應路線的延長。
馬特拉系統原先是以兩節車廂為一組的編組為預設運行方式，四節車廂編組的設計是為了配合路線需求而改造。雖然曾考慮離峰時段改以兩節車廂營運，不過因涉及車廂、設備、號誌的調整，經濟效益不大而作罷。由於棕線的月台都是以容納六節車廂的長度作為設計、建造的基礎，未來如果決定更動，可改以六節車廂編組營運，但涉及車體結構安全與機電系統之變更，必須深入評估。
文湖線舊名「木柵內湖線」，臺北市政府捷運工程局和台北捷運公司在2009年10月8日，木柵線與內湖線合併為「文山內湖線」，簡稱「文湖線」，並同步進行相關標示的修改。
本路線為自動駕駛的都市捷運路線，但曾於2009年至2016年7月間，每班車皆全程設置隨車人員。2016年7月起，隨著文湖線之平均每行駛里程數達到5,335,600公里/車廂，才會發生一次延誤5分鐘以上事件，創通車以來最可靠記錄後，開始逐步減少人員隨車。2017年9月後，除松山機場站至大直站之間長隧道外，其餘路段列車已無人員隨車，實現全自動駕駛，撙節人力。

## 歷史

### 木柵線時期
- 1988年
  - 12月15日：木柵線動工。
- 1990年
  - 4月7日：內湖線11座車站位置及路線確定。
- 1993年
  - 5月5日：辛亥站前01號電聯車發生火燒車事件。
  - 9月24日：「六張犁－麟光」間47號電聯車發生火燒車事件，交通部決定停止所有木柵線相關作業。
- 1996年
  - 2月27日：木柵線開放民眾試乘。
  - 3月26日：木柵線宣布通車時間。
  - 3月28日：木柵線全線正式通車啟用。[6]
  - 6月14日：因木柵機廠電力設備遭雷擊，導致木柵線全線停駛7小時21分鐘。
- 2001年
  - 9月26日：內湖線12座車站命名確定。
- 2003年
  - 6月15日：內湖線全線正式動工。
- 2008年
  - 1月26日：內湖線完成全線軌道鋪軌。
  - 12月6日－2009年6月20日：內湖線進行多次直通測試。
- 2009年
  - 3月15日：內湖線正式交由台北大眾捷運股份有限公司展開營運測試。
  - 6月28日－7月1日：進行內湖線高架段（劍南路－南港展覽館）免費試乘活動。（地下的松山機場站、大直站不開放）

### 木柵內湖線時期
- 2009年
  - 7月4日：木柵線轉換龐巴迪系統，切斷使用13年的西門子VAL系統，內湖線正式連接木柵線通車營運。[10]
  - 7月4日－7月6日：慶祝內湖線通車持悠遊卡搭乘台北捷運全線享5折優惠。
  - 7月5日：晚上7點40分，「辛亥－萬芳醫院」跳電，導致麟光站到動物園站停駛約1小時。
  - 7月10日：因中山國中站的不斷電系統斷電，造成整個系統號誌、通訊系統中斷，並導致電腦當機；當日約有700名乘客被迫由捷運公司人員從軌道上的列車引導下來走到站內[11]。棕線全線當日自下午三點半後停駛，直至7月11日早上六點才恢復正常營運[12]。事件後，有議員質疑內湖線的工程承包有問題[13][14]。
  - 7月10日下午，內湖線和與之相連的木柵線總共21輛列車全線停駛，在臺北捷運內湖線車站，其中尚有3輛卡在軌道上未進站，超過700名乘客困在車廂裡，20多分鐘後乘客打開車門沿軌道線返回車站。[15]
  - 7月21日：針對內湖線通車以來棕線大小故障不斷，台北市長郝龍斌於市政會議後記者會宣布回饋措施，從7月25日開始到該年底為止，民眾凡持悠遊卡進出木柵內湖線各站，除了悠遊卡原本的八折外，再打八折，等於持悠遊卡的乘客，都可享原票價六四折優惠。[16]
  - 8月2日：早上11點左右發生ATP系統偵測異常，導致劍南路站到南港展覽館站雙向停駛近半小時。
  - 8月6日：木柵內湖線因網路異常，行控中心無法得知列車運行狀況，於上午11點53分停駛，以手動方式將列車低速開回車站讓旅客下車，於12點55分疏散完畢，造成750名旅客受困[17]，經約4.5個小時的搶修，於下午4點20分復駛。[18]
  - 8月12日：下午2點19分，因忠孝復興站ATP系統與行控中心間聯繫的電路板遭到雷擊，造成全線停駛約2小時。[19]
  - 8月13日：晚上8時15分左右，木柵線無預警緊急煞車，車上乘客應變不及跌倒，傷到尾椎緊急送醫。[20]最後捷運局決定，15、16日兩天上午6時至11時全線停駛，改善系統。[21]
  - 8月18日：木柵內湖線一天之內三次當機。上午10點35分才全線停駛達1小時35分，晚上7點43分又停駛長達3小時，11點16分再度全線停駛，直到晚上12點收班都無法恢復通車。[22] 也因此，北市府宣布22日與23日將再停駛檢修，原木柵線車廂改裝作業也喊卡。[23]
  - 8月25日：大直站一列南下列車，再度發生列車故障，導致木柵內湖線全線在上午9點27分停駛，直到上午10點才恢復正常營運。[24]
  - 8月27日：上午八點有列車在車廂內出現臭焦味，捷運公司在科技大樓站清車。[25]
  - 8月28日：晚上9點25分，劍南路站號誌房電源喪失，導致全線停駛約半小時。[26] 因此北市府宣布29、30日停駛檢修。[27]
  - 8月31日：晚上7點34分，辛亥站北上方向因列車障礙物偵測錯誤警訊，造成全線停駛，廿八分鐘後才恢復通車。[28]
  - 9月22日：下午1點06分，動物園站到木柵機廠的轉轍器出現異常，造成麟光站至動物園站停駛54分鐘。
  - 10月8日：基於木柵內湖線的簡稱不雅問題，捷運局決議依路線行經的文山區、內湖區名稱，改名為“文湖線”。[e][4]

### 文湖線時期
- 2009年
  - 10月22日：上午9點17分，劍南路站網路系統發生異常，導致全線停駛47分鐘，10點4分恢復正常。[29]
  - 11月4日：上午10點21分，大直站到松山機場站間的緊急斷路器因故發出斷電訊號，造成「劍南路－中山國中」區間停駛，直到12點18分才恢復正常。[30]
  - 11月26日：早上8點33分，文湖線101號和107號電聯車在內湖機廠調度時，發生擦撞，兩列車之車頭擋風玻璃全毀，車帽、連結器、引導輪、偵障桿等都損壞。[31]
  - 12月1日：台北市政府宣布，持悠遊卡享有文湖線票價優惠時間，由2009年底延長至2010年6月30日，不過只剩行經文湖線部分之票價有打64折。[32]
  - 12月4日：下午3點40分，忠孝復興站網路交換器出現不穩，行控中心無法收到列車訊號，並導致全線停駛57分鐘，直到下午4點37分才恢復營運。
- 2010年
  - 3月17日：台北市政府宣布，持悠遊卡享有文湖線票價優惠時間，由2010年6月30日再延長到2011年2月[33]（持續優惠至系統通過穩定驗收為止）。
  - 3月24日：上午7點56分，麟光站供電系統異常，造成中山國中站至動物園站停駛33分鐘。
  - 4月19日：下午1點38分，文德站附近軌道電纜線冒煙，導致「港墘－南港展覽館」區間停駛38分鐘。
  - 10月27日：早上7點44分，大湖公園站電力系統異常，因此「港墘－南港展覽館」區間停駛，直到8點41分才恢復營運[34]，全線約3000多人次受到影響[35]。
  - 12月19日：臺北捷運公司宣布，原有木柵線51對電聯車改裝更新作業結果，經「臺北捷運文湖線51對電聯車上線安全監查委員會」評定，無上線營運前須改善事項[36]，台北市政府捷運工程局副局長張培義表示，可在跨年夜前上路營運，讓班距縮小為1.5分鐘至3分鐘[37]。
  - 12月26日：馬特拉 VAL256 車廂重新於文湖線營運。
- 2011年
  - 8月10日：晚上9點7分，因樹枝掉落軌道，導致麟光站至動物園站停駛，直到10點22分才恢復營運。
  - 8月31日：宣布文湖線通過系統穩定驗證，9月17日持悠遊卡搭乘恢復原單程票八折優惠，結束2009年7月25日起實施的64折優惠。
  - 9月1日：供電系統異常，辛亥站到忠孝復興站區間減速行駛。
  - 11月11日：台北捷運工程局宣布在松山線通車後把南京東路站更名為南京復興站。
- 2012年
  - 1月11日：文湖線劍南路站號誌異常，故障期間營運區間切成兩段（「動物園－中山國中」，「南港展覽館－文德站」）。

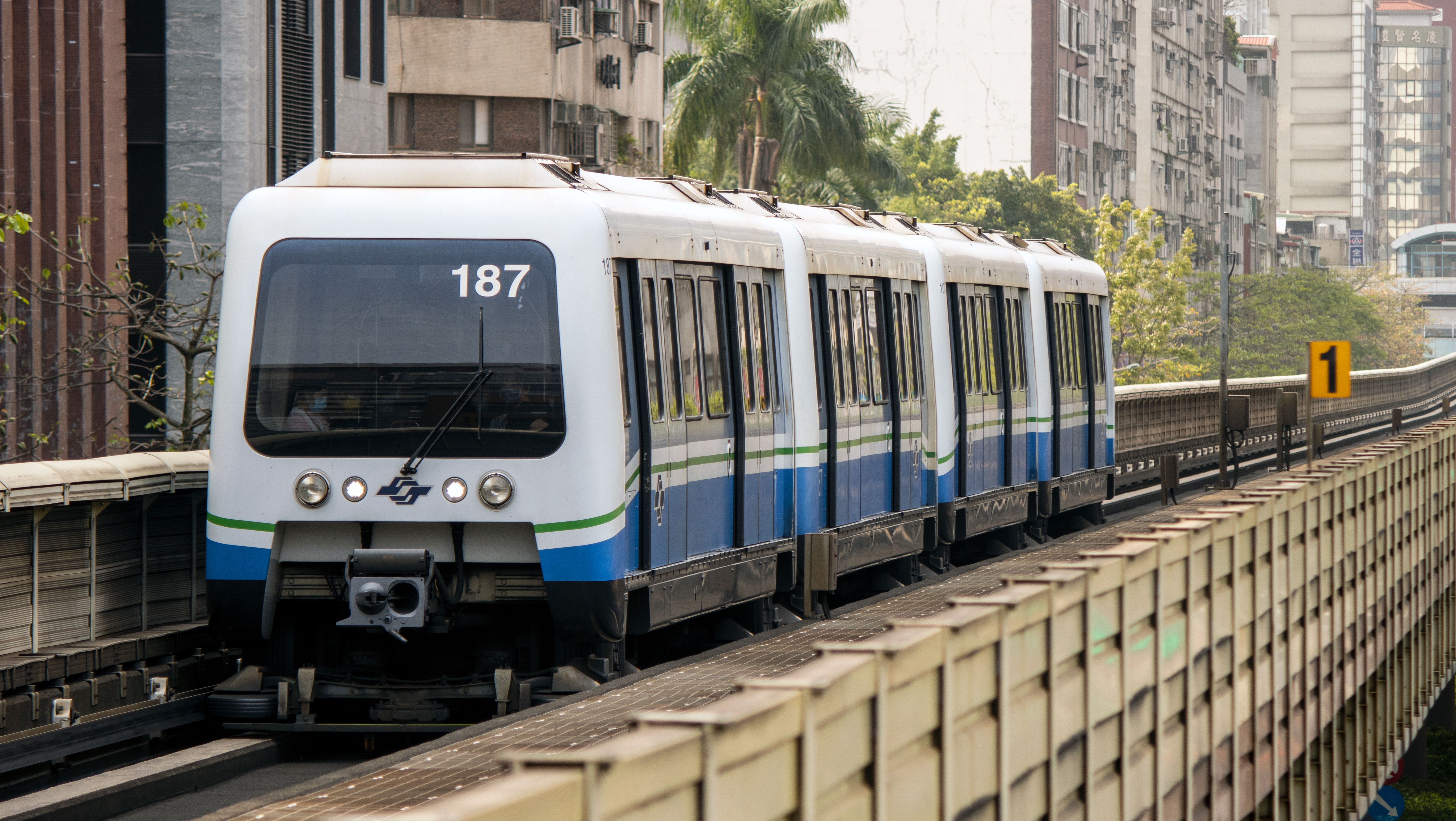
文湖線第二款車—龐巴迪運輸INNOVIA APM 256型列車

  - 文湖線第二款車—龐巴迪運輸INNOVIA APM 256型列車6月27日：上午7點23分，文湖線中山國中站號誌異常，直到7點50分才恢復營運。
- 2013年
  - 6月23日：下午4點18分 文湖線列往南港展覽館方向列車行經松山機場站時，煞車異常訊號，乘客被迫下車。
  - 12月12日：上午8點24分 文湖線中山國中站至忠孝復興站電力供電異常，1輛列車卡在高架上，8點40分恢復營運。
- 2014年
  - 5月3日：上午7點30分南港展覽館站至劍南路站因東湖站南下月台門開啟時，出現異常訊號，自動啟動保護安全機制導致號誌異常，改採公車接駁，全線營運模式改為「劍南路－動物園」。11點45分東湖站南下月台實施過站不停。全線於14點34分恢復營運[38][39][40]。
  - 10月11日：為方便外籍旅客辨識，台北捷運公司將此線編號為1號線[41]。
  - 11月15日：隨松山線通車，南京東路站正式更名為南京復興站。
- 2015年
  - 6月13日：下午2時42分因適逢大雨，在「辛亥－萬芳醫院」區間有大型廣告因此崩塌於軌道上，造成一列往南港展覽館列車於發車後約100公尺發生障礙物偵測警訊。事發後至3時11分，全線營運模式改為「南港展覽館－麟光」，「麟光－動物園」則啟動接駁公車因應。
  - 8月8日：由於蘇迪勒颱風來襲，文湖線全線暫停營運。
  - 9月28日、9月29日：由於杜鵑颱風來襲，文湖線全線暫停營運。
  - 12月20日：中午接近1點左右出現狀況，列車抵達西湖站（往南港展覽館方向）後，因車門無法關閉，捷運公司依標準作業流程請車上120名旅客改搭下一班車。[42]
- 2016年
  - 9月29日：上午十點，一輛編號157的列車行經劍南路站至西湖站間發生爆胎，疏散車上八十名乘客，無人員受傷。因該列車無法移動，維修人員將列車停靠在港墘站當場更換零件，直到傍晚才順利將列車脫困。[43][44]劍南路、西湖、港墘站一度暫停營運，影響車班逾十四小時，為2016年文湖線異常影響層面最廣的一次。[45][46]
  - 10月：臺北捷運公司宣布於開始分階段進行車站站名增加編號作業，以「路線顏色英文字首」加「車站序號數字」為編碼原則，原1號線調整為編號「BR」。[47]
  - 12月20日：早上7時32分，文湖線南港展覽館站出現轉轍器異常，至上午9點多恢復正常。
- 2017年
  - 5月17日：18時17分，往動物園站方向，東湖站一列列車斷路器短暫異常，18時35分恢復正常。
  - 12月19日：11時28分，供電異常，劍南路至葫洲單線營運，12時27分恢復正常營運。
- 2019年
  - 11月20日：17時33分，六張犁站一麟光站間的訊號異常停駛，18時33分恢復正常。
- 2020年
  - 10月30日：6時50分，南港展覽館站一南港軟體園區站的訊號異常停駛，7時50分恢復正常。
- 2021年
  - 11月2日：16時4分，因樹枝掉落軌道，導致麟光站至動物園站停駛，17點恢復正常。
- 2022年
  - 1月28日：18時49分，文湖線一列文德站往港墘站方向的列車，於站間無法自動行駛，12分鐘恢復正常。
  - 8月5日：上午7時53分，文湖線一列大直站往南港展覽館方向列車，於站內冒煙，請全部人搭乘下一班車，後續列車無延誤。
- 2023年
  - 8月22日：15時32分，因木柵機廠遭受雷擊，控制臺受感應雷擊後導致電源喪失，列車自趨安全設計功能發揮作用，啟動全線緊急停車功能，致使列車停止運轉40分鐘，在16時13分文湖線全線列車恢復營運。[48]
- 2024年
  - 7月23日：受到颱風凱米影響，台北捷運文湖線風速已達停駛標準，下午3點半由南港展覽館站及動物園站發出末班車，並於下午4點15分暫停營運。[49]
- 2025年
  - 7月29日：上午8時3分，文湖線一列大直站往動物園方向列車的訊號異常停駛於大直站與松山機場站間，9時22分恢復正常。[50][51]

## 營運時間與班距
- 營運時間：06:00～00:00
- 平均班距：
  - 平常日（週一至週五）
    - 尖峰時段（07:00～09:00，16:00～19:00）：80秒至4分鐘。
    - 離峰時段 ：約4至10分鐘。
    - 23:00以後：12分鐘。

  - 例假日（週六、週日及國定假日）
    - 6:00～23:00：約4至10分鐘。
    - 23:00以後：12分鐘。[52]

  - 轉運列車：「大安→南港展覽館」僅於0:00正班車過後加開，接駁夜間轉乘旅客。
  - 行車降速時段：  每日23:00後、假日06:00-07:00。速率降為原來75%。

## 車站
- 文湖線不少車站為高架車站，採用側式月台設計，非付費區設於其中一邊的月台旁，因此來往另一邊月台，需經由橫跨路軌的天橋前往。

| 路線      | 路線   | 編號 | 工程代碼 | 名稱              | 名稱     | 站體型式 | 所在地 | 所在地     | 交會路線                             |
| 路線      | 路線   | 編號 | 工程代碼 | 中文              | 英文     | 站體型式 | 所在地 | 所在地     | 交會路線                             |
| --------- | ------ | ---- | -------- | ----------------- | -------- | -------- | ------ | ---------- | ------------------------------------ |
| BR 文湖線 |        |      |          |                   |          |          |        |            |                                      |
| 木柵線    |        | BR01 | BR13     | 動物園            |          | 高架     | 臺北市 | 文山區     | 貓空纜車 · 環狀線 · 新北捷運深坑輕軌 |
| 木柵線    |        | BR02 | BR12     | 木柵              |          | 高架     | 臺北市 | 文山區     | 不適用                               |
| 木柵線    |        | BR03 | BR11     | 萬芳社區          |          | 高架     | 臺北市 | 文山區     | 不適用                               |
| 木柵線    |        | BR04 | BR10     | 萬芳醫院          |          | 高架     | 臺北市 | 文山區     | 不適用                               |
| 木柵線    |        | BR05 | BR9      | 辛亥              |          | 高架     | 臺北市 | 文山區     | 不適用                               |
| 木柵線    |        | BR06 | BR8      | 麟光              |          | 高架     | 臺北市 | 大安區     | 不適用                               |
| 木柵線    | 信義區 | BR06 | BR8      | 麟光              |          | 高架     | 臺北市 |            | 不適用                               |
| 木柵線    |        | BR07 | BR7      | 六張犁            |          | 高架     | 臺北市 |            | 不適用                               |
| 木柵線    | 大安區 | BR07 | BR7      | 六張犁            |          | 高架     | 臺北市 |            | 不適用                               |
| 木柵線    |        | BR08 | BR6      | 科技大樓          |          | 高架     | 臺北市 |            | 不適用                               |
| 木柵線    |        | BR09 | BR5      | 大安              |          | 高架     | 臺北市 | 淡水信義線 |                                      |
| 木柵線    |        | BR10 | BR4      | 忠孝復興          |          | 高架     | 臺北市 | 板南線     |                                      |
| 木柵線    |        | BR11 | BR3      | 南京復興          |          | 高架     | 臺北市 | 松山區     | 松山新店線                           |
| 木柵線    | 中山區 | BR11 | BR3      | 南京復興          |          | 高架     | 臺北市 |            | 松山新店線                           |
| 木柵線    |        | BR12 | BR2      | 中山國中          |          | 高架     | 臺北市 | 不適用     |                                      |
| 內湖線    | 松山區 | BR12 | BR2      | 中山國中          |          | 高架     | 臺北市 | 不適用     |                                      |
| 內湖線    | 松山區 |      | BR13     | BR1               | 松山機場 |          | 臺北市 | 不適用     | 地下                                 |
| 內湖線    |        | BR14 | B1       | 大直 （實踐大學） |          | 中山區   | 臺北市 | 不適用     | 地下                                 |
| 內湖線    |        | BR15 | B2       | 劍南路 （美麗華） |          | 中山區   | 臺北市 | 高架       | 環狀線                               |
| 內湖線    |        | BR16 | B3       | 西湖 （德明科大） |          | 內湖區   | 臺北市 | 高架       | 不適用                               |
| 內湖線    |        | BR17 | B4       | 港墘              |          | 內湖區   | 臺北市 | 高架       | 不適用                               |
| 內湖線    |        | BR18 | B5       | 文德 （碧湖公園） |          | 內湖區   | 臺北市 | 高架       | 不適用                               |
| 內湖線    |        | BR19 | B6       | 內湖              |          | 內湖區   | 臺北市 | 高架       | 不適用                               |
| 內湖線    |        | BR20 | B7       | 大湖公園          |          | 內湖區   | 臺北市 | 高架       | 不適用                               |
| 內湖線    |        | BR21 | B8       | 葫洲              |          | 內湖區   | 臺北市 | 高架       | 不適用                               |
| 內湖線    |        | BR22 | B9       | 東湖              |          | 內湖區   | 臺北市 | 高架       | 民生汐止線                           |
| 內湖線    |        | BR23 | B10      | 南港軟體園區      |          | 南港區   | 臺北市 | 高架       | 不適用                               |
| 內湖線    |        | BR24 | B11      | 南港展覽館        |          | 南港區   | 臺北市 | 高架       | 板南線 · 基隆捷運                    |

### 月台配置
- 高架路段多為側式月台、地下路段為島式月台，南港展覽館與西湖例外
  - 島式月台：南港展覽館、西湖、大直、松山機場
  - 側式月台：南港軟體園區－港墘、劍南路、中山國中－動物園

## 紀念章
本線於2015年2月11日開始採用「車站專屬紀念章戳」，各站的紀念章如下：
- 南港展覽館站：南港展覽館、該站5號出口。
- 南港軟體園區站：以南港軟體園區的公司建築為主題，搭配上班族作為代表此站的特色。
- 東湖站：哈拉影城、五分吊橋。
- 葫洲站：該站站體、白鷺鷥山步道。
- 大湖公園站：站內公共藝術「風箏－悠游天際」、大湖公園的錦帶橋。
- 內湖站：碧山巖開漳聖王廟、白石湖吊橋。
- 文德站：郭子儀紀念堂、碧湖公園、國立臺灣戲曲學院。
- 港墘站：該站站體、內湖科技園區。
- 西湖站：該站站體、內湖清代採石場、德明財經科技大學。
- 劍南路站：美麗華百樂園的摩天輪、劍潭古寺、劍南蝴蝶步道。
- 大直站：國民革命忠烈祠、大直橋、龍舟競賽。
- 松山機場站：台北松山機場第一航廈、本站公共藝術「行李箱」、飛機。
- 中山國中站：榮星花園、車站北側之高樓大廈。
- 南京復興站：該站站體、兄弟大飯店。
- 忠孝復興站：SOGO忠孝店、東區地下街出口。
- 大安站：該站站體。
- 科技大樓站：科技大樓、該站南側軌道之轉彎。
- 六張犁站：遠企中心辦公大樓、遠東國際大飯店、圓環。
- 麟光站：福州山隧道、富陽自然生態公園。
- 辛亥站：辛亥隧道、臺北市政府公務人員訓練處。
- 萬芳醫院站：萬芳醫院、臺灣警察專科學校。
- 萬芳社區站：140 高地公園。
- 木柵站：列車通過景美溪、長頸鹿煙囪、該站周遭之住宅。
- 動物園站：貓空纜車、臺北市立動物園大門、黑熊與貓熊。

## 外部連結
- 臺北大眾捷運股份有限公司（繁體中文） （页面存档备份，存于）

## 相關
- 機場聯絡軌道系統
  - 機場聯絡軌道交通列表
    - 台灣機場聯絡軌道交通列表
      - 高雄捷運紅線
      - 桃園捷運機場線
      - 臺中捷運機場線